# Kristiansund
Kristiansund é uma comuna da Noruega, com 22|folkeme km² de área e 24 mil habitantes (censo de 2022).